# Semir Sidya
Semir Marek Sidya (ur. 12 marca 1970) – polski lekkoatleta, skoczek w dal, medalista mistrzostw Polski.

## Kariera sportowa
Był zawodnikiem AZS-AWF Gdańsk.
Na mistrzostwach Polski seniorów na otwartym stadionie zdobył jeden srebrny medal w skoku w dal: w 1993. 
Jest synem Polski i Tunezyjczyka.
Rekord życiowy w skoku w dal: 7,80 (25.07.1993).